# Phalacrus championi
Phalacrus championi is een keversoort uit de familie glanzende bloemkevers (Phalacridae). De wetenschappelijke naam van de soort werd in 1892 gepubliceerd door Francisque Guillebeau.